# Canapville (Orne)
Canapville – miejscowość i gmina we Francji, w regionie Normandia, w departamencie Orne.
Według danych na rok 1990 gminę zamieszkiwały 213 osoby, a gęstość zaludnienia wynosiła 26 osób/km² (wśród 1815 gmin Dolnej Normandii Canapville plasuje się na 673. miejscu pod względem liczby ludności, natomiast pod względem powierzchni na miejscu 635.).